# Metropolitan Borough of Gateshead
Metropolitan Borough of Gateshead  är ett storstadsdistrikt (kommun) i Tyne and Wear i England,  Storbritannien. Distriktet har 197 722 invånare (2022).
Större orter är Blaydon, Felling, Gateshead och Whickham.
I distriktet finns en civil parish, Lamesley. I övrigt är distriktet inte indelat i civil parishes.